# Campionato del mediterraneo di scherma 2011
Il Campionato del mediterraneo di scherma del 2011 ("2011 Mediterranean Fencing Championships") è stato organizzato dalla Confederazione europea di scherma e si è svolto a Beirut in Libano dal 29 al 31 gennaio.
Nella categoria "juniores" del fioretto, si sono aggiudicati i titoli di campione e campionessa del mediterraneo l'italiano Andrea Lorenzo Zacchero, che ha battuto in finale il connazionale Damiano Rosatelli, e l'italiana Erica Cipressa, che ha avuto la meglio sulla connazionale Mariapaola Paita. Nella categoria '"'cadetti" del fioretto hanno trionfato l'italiano Andrea Lorenzo Zacchero, che ha sconfitto in finale il connazionale Damiano Rosatelli, e l'italiana Erica Cipressa, che ha battuto all'ultimo incontro la connazionale Mariapaola Paita.
Nella spada il neo-campione e la neo campionessa "juniores" sono stati l'egiziano Ayman Fayez, che ha battuto in finale l'iberico Elias Casado, e l'iberica Paula Fernandez Perez, che ha superato la croata Tončica Topić. Nella categoria "cadetti" hanno vinto l'italiano Mattia Pristera, che ha battuto in finale il connazionale Saulo-Wassily Rivolta, e l'italiana Lorenza Baroli, che ha sconfitto la connazionale Roberta Marzani.
Infine, nella competizione di sciabola della categoria "juniores", hanno trionfato l'italiano Francesco Bonsanto, superando il connazionale Giuseppe Gramazio, e la turca Begumhan Bilgin, che ha sconfitto la brasiliana Marta Baeza Centurion. Nella sciabola "cadetti" hanno vinto il titolo mediterraneo, l'italiano Francesco Bonsanto, che ha sconfitto il greco Roberto Davoli, e la turca Ilgin Sarban, che ha battuto l'italiana Margherita Cappelli.

## Podi

### Juniores

#### Uomini
| Specialità  | Oro                     | Argento           | Bronzo                                    |
| Individuali |                         |                   |                                           |
| Fioretto    | Andrea Lorenzo Zacchero | Damiano Rosatelli | Fernandez Carlos Llavador Mostafa Mahmoud |
| Spada       | Ayman Fayez             | Elias Casado      | Alessandro Michon Mattia Pristera         |
| Sciabola    | Francesco Bonsanto      | Giuseppe Gramazio | Hakan Akgun Enver Yildirim                |

#### Donne
| Specialità  | Oro                   | Argento               | Bronzo                             |
| Individuali |                       |                       |                                    |
| Fioretto    | Erica Cipressa        | Mariapaola Paita      | Anissa Khelfaoui Camilla Pieramati |
| Spada       | Paula Fernandez Perez | Tončica Topić         | Lorenza Baroli Ayah Mahdy          |
| Sciabola    | Begumhan Bilgin       | Marta Baeza Centurion | Flaminia Prearo Alexandra Tannous  |

### Cadetti

#### Uomini
| Specialità  | Oro                     | Argento               | Bronzo                               |
| Individuali |                         |                       |                                      |
| Fioretto    | Andrea Lorenzo Zacchero | Damiano Rosatelli     | Alessandro Bertolazzi Mohamed Essam  |
| Spada       | Mattia Pristera         | Saulo-Wassily Rivolta | Davide Amodio Maisto Berke Turkaydin |
| Sciabola    | Francesco Bonsanto      | Roberto Davoli        | Francesco D'Armiento Ziad Elsissy    |

#### Donne
| Specialità  | Oro            | Argento             | Bronzo                                                |
| Individuali |                |                     |                                                       |
| Fioretto    | Erica Cipressa | Mariapaola Paita    | Aikaterini-Maria Kontochristopoulou Camilla Pieramati |
| Spada       | Lorenza Baroli | Roberta Marzani     | Sara Bertagna Ayah Mahdy                              |
| Sciabola    | Ilgin Sarban   | Margherita Cappelli | Goksu Cetintas Flaminia Prearo                        |

## Medagliere
| Pos.   | Nazione | Oro | Argento | Bronzo | Totale |
| ------ | ------- | --- | ------- | ------ | ------ |
| 1      | Italia  | 8   | 8       | 10     | 26     |
| 2      | Turchia | 2   | 0       | 4      | 6      |
| 3      | Spagna  | 1   | 1       | 1      | 3      |
| 4      | Egitto  | 1   | 0       | 5      | 6      |
| 5      | Grecia  | 0   | 1       | 1      | 2      |
| 6      | Croazia | 0   | 1       | 0      | 1      |
| 6      | Brasile | 0   | 1       | 0      | 1      |
| 8      | Libano  | 0   | 0       | 2      | 2      |
| 9      | Algeria | 0   | 0       | 1      | 1      |
| Totale | Totale  | 12  | 12      | 24     | 48     |